# Falsomesosella picescens
Falsomesosella picescens es una especie de escarabajo longicornio del género Falsomesosella, tribu Mesosini, subfamilia Lamiinae. Fue descrita científicamente por Holzschuh en 2017.

## Descripción
Mide 8,5-12,4 milímetros de longitud.

## Distribución
Se distribuye por Laos.